# Densidade hidrográfica
Densidade hidrográfica, na hidrografia, é uma medida que relaciona o número de rios e outros cursos d'água e o tamanho da bacia hidrográfica onde estão. É igual à quantidade de canais de ordem 1 a dividir pela área da bacia hidrográfica em km². É utilizado para calcular o Coeficiente de torrencialidade.